# Уткин, Анатолий Викторович
Анато́лий Ви́кторович У́ткин (1942, Ульяновск, Ульяновская область, РСФСР, СССР — 12 сентября 1975) — советский серийный убийца, насильник и грабитель, действовавший в Ульяновской и Пензенской областях в конце 1960-х — начале 1970-х годов.

## Биография

### Детство и юность
Анатолий Уткин родился в 1942 году. Его отец, участник Великой Отечественной войны, не считал Анатолия своим ребёнком: в ответ на сообщение о беременности жены он обвинил её в измене и отказывался признавать сына. Поэтому мать Анатолия, узнав о беременности, решила прервать её, но ей это не удалось. Кроме этого, ранняя биография Уткина не имела никаких отличительных черт: учился в школе, затем в ПТУ, после службы в армии устроился на работу шофёром.

### Первая серия убийств (1968—1969)
Точная причина того, почему Уткин вдруг начал убивать неизвестна, возможно он узнал тайну своего рождения и это повлияло на его психику.
Первое убийство Уткин совершил 31 марта 1968 года в городе Барыш. Жертвой стала 14-летняя девочка Лиза Макарова, которая попросила Уткина отвезти её в больницу, где лежала её мать. Маньяк похитил у девочки наручные часы. Труп был найден играющими детьми в реке Отвель, за 300 километров от места, где преступник похитил девочку, через два месяца после убийства. Причиной смерти было утопление.
27 июня 1968 года Уткин изнасиловал и убил 17-летнюю Валентину Ананичеву. Труп был найден на следующий день.
25 сентября 1968 года Уткин совершил в Пензенской области убийство 13-летней Татьяны Аксёновой из города Городище.
8 октября он попытался совершить убийство молодой девушки Любови Строгановой, ранил её ножом, однако та оказала отчаянное сопротивление и осталась жива. Сосед Строгановой Николай Игнатьев бросился потерпевшей на помощь. Преступник обратился в бегство. Игнатьев попытался его догнать, но Уткин убежал. Строганова вспомнила, что за секунду до нападения увидела грузовик. Была установлена его марка и модель — КАЗ-606 «Колхида». Таких автомобилей в Ульяновской и Пензенской областях было немного. Впрочем, вскоре Уткин был по собственной просьбе переведён на другой участок работы и перестал ездить на «Колхиде».
28 ноября Уткин совершил в Ульяновске убийство 10-летней девочки Любы Стояк, которая попросила перевезти её на другой берег Волги по Императорскому мосту. Убийца забрал у неё левый носок. По такому же носку жертва, найденная через три месяца после преступления, была опознана.
28 мая 1969 года маньяк совершил в Ульяновске убийство молодой женщины Жирновой. Это преступление Уткин впервые совершил без использования своего автомобиля. Подозрение в убийстве пало на ранее судимого брата её соседки, но он оказался непричастен к убийству. 
После убийства Жирновой Уткин решил затаиться. В августе 1969 года он был приговорён к 3 годам лишения свободы за грабёж. Уткин сознательно совершил это преступление, чтобы отсидеться в тюрьме. Он провёл в местах лишения свободы более трёх лет, за этот период новых жестоких убийств в Ульяновске зафиксировано не было. В местах лишения свободы Уткин имел отрицательные характеристики.

### Вторая серия убийств (1972—1973)
В октябре 1972 года Уткин вышел на свободу и решил сразу же вернуться к убийствам. 30 октября в городе Барыш Уткин попытался изнасиловать и убить женщину по фамилии Скирдонова. Однако та смогла уйти от преследователя.
6 декабря 1972 года жертвой Уткина в первый и последний раз стал мужчина: он убил Николая Игнатьева, того самого, который за 4 года до этого оказал помощь выжившей жертве маньяка. Убийство было совершено в городе Барыше. Мужчину маньяк ударил ломом и задушил шарфом. У убитого Уткин похитил деньги, а труп спрятал в канаве.
15 декабря преступником было совершено убийство молодой женщины, которую он вёз из аэропорта Ульяновска. Её личность так и не была установлена.
22 декабря неподалёку от Мулловки Уткин убил Галину Рузанову.
8 февраля 1973 года Уткин совершил убийство кассира текстильной фабрики имени Гладышева Валентины Исаевой, будучи осведомлëнным о поступлении ей заработной платы (Уткин работал на фабрике дальнобойщиком и знал жертву). Убив Исаеву, преступник похитил ключи и попытался вскрыть сейф, но не смог разобраться с конструкцией замка. Уходя, Уткин поджёг здание кассы. На месте преступления он забыл ведро, в котором он принёс солярку для поджога. Было установлено, что ведро было взято из автобуса, закреплённого за Уткиным.

### Арест, следствие и суд
На следующий день группа задержания, которую возглавил инспектор уголовного розыска Анвар Мельников, направилась в дом Уткина. При задержании преступник безуспешно попытался оказать сопротивление и был взят под стражу. Дома у маньяка обнаружили вещи его жертв.
Он пытался имитировать сумасшествие, но судебно-психиатрическая экспертиза признала его вменяемым.
Суд над маньяком начался осенью 1974 года. Помимо 9 убийств, совершённых преступником с 1968 по 1973 годы, Уткину вменялась кража двуствольного ружья 26 декабря 1972 года, а также ограбление киоска «Союзпечати» 7 февраля 1973 года.
13 декабря 1974 года судья Виталий Шорин огласил приговор. Уткин был признан виновным по всем пунктам обвинения и приговорён к смертной казни. Все прошения о помиловании были отклонены, и 12 сентября 1975 года преступник был расстрелян.

## В массовой культуре
- Документальный фильм «Кукла для маньяка» из цикла «Следствие вели» (2011)